# Rastrococcus jabadiu
Rastrococcus jabadiu är en insektsart som beskrevs av Williams 1989. Rastrococcus jabadiu ingår i släktet Rastrococcus och familjen ullsköldlöss. Inga underarter finns listade i Catalogue of Life.